# Ray Bilney
Raymond „Ray“ Victor Bilney (* 2. November 1945) ist ein ehemaliger australischer Radrennfahrer und nationaler Meister im Radsport.

## Sportliche Laufbahn
Er war Teilnehmer der Olympischen Sommerspiele 1964 in Tokio. Im olympischen Straßenrennen wurde er beim Sieg von Mario Zanin Vierter.
Von 1964 bis 1966 wurde er australischer Meister im Straßenrennen der Amateure. 1965 wurde er Sieger der Tour of Tasmania. 
1965 war er der erfolgreichste australische Amateur und erhielt die Auszeichnung „Sir Hubert Opperman Trophy“. Im Straßenrennen der Commonwealth Games 1970 gewann er die Silbermedaille hinter Bruce Biddle. Er war im Radsport von 1958 bis 1972 aktiv.